# Dmitri Gaag
Dmitri Vladimirovich Gaag –en ruso, Дмитрий Владимирович Гааг– (Karagandy, 20 de marzo de 1971) es un deportista kazajo que compitió en triatlón.
Ganó dos medallas en el Campeonato Mundial de Triatlón, oro en 1999 y bronce en 2004, y cuatro medallas en el Campeonato Asiático de Triatlón entre los años 1999 y 2004. En los Juegos Asiáticos consiguió dos medallas, oro en 2006 y bronce en 2010.

## Palmarés internacional
| Campeonato Mundial  | Campeonato Mundial         | Campeonato Mundial | Campeonato Mundial |
| Año                 | Lugar                      | Medalla            | Prueba             |
| ------------------- | -------------------------- | ------------------ | ------------------ |
| 1999                | Montreal (Canadá)          | Medalla de oro     | Individual         |
| 2004                | Funchal (Portugal)         | Medalla de bronce  | Individual         |
| Juegos Asiáticos    |                            |                    |                    |
| Año                 | Lugar                      | Medalla            | Prueba             |
| 2006                | Doha (Catar)               | Medalla de oro     | Individual         |
| 2010                | Cantón (China)             | Medalla de bronce  | Individual         |
| Campeonato Asiático |                            |                    |                    |
| Año                 | Lugar                      | Medalla            | Prueba             |
| 1999                | Sokcho (Corea del Sur)     | Medalla de oro     | Individual         |
| 2000                | Gamagori (Japón)           | Medalla de oro     | Individual         |
| 2002                | Xuzhou (China)             | Medalla de bronce  | Individual         |
| 2004                | Bahía de Súbic (Filipinas) | Medalla de oro     | Individual         |